# Röttenbach (Leutershausen)
Röttenbach (fränkisch: „Rednba“) ist ein Gemeindeteil der Stadt Leutershausen im Landkreis Ansbach (Mittelfranken, Bayern). Röttenbach liegt in der Gemarkung Büchelberg.

## Geografie
Das Dorf liegt am Röttenbach, einem rechten Zufluss des Erlbacher Bachs, der mit anderen Bächen den Großen Aurachbach bildet. Dieser ist ein rechter Zufluss der Altmühl. 500 Meter südöstlich liegt das Schmiedsholz, 1 km südlich in der Forst Aurach erheben sich der Eichelberg und der Waltersberg (507 m ü. NHN).
Gemeindeverbindungsstraßen führen nach Erlach zur Kreisstraße AN 4 (1,5 km nordwestlich), nach Eckartsweiler (1,8 km westlich) und nach Atzenhofen zur Kreisstraße AN 3 (0,2 km östlich).

## Ortsnamendeutung
Der Ortsname wird gedeutet als „Siedlung bei dem roten Bach“, „bei dem vom Lehmboden rot gefärbten Bach“.

## Geschichte
Der Ort wurde als „Rotenbach“ im Rothenburger Ächtbuch von 1274 bis 1304 erstmals urkundlich genannt. Im Jahre 1284 überließ das Kloster Heilsbronn Röttenbach dem Eichstätter Bischof Reinboto unter der Auflage, dem Kloster dafür jährlich 200 Käse zu liefern. Würzburger Lehenbücher aus der ersten Hälfte des 14. Jahrhunderts weisen ebenfalls Einträge zu Röttenbach auf. Das Gültbuch des Klosters Sulz von 1472 verzeichnete Einnahmen aus Röttenbach. Im 15. Jahrhundert ging Besitz in Röttenbach vom Eichstätter Marschall Hans Feldbrecher zu Sachsen auf die Adelsfamilie Seckendorff über. Im Jahre 1594 verkaufte als Seckendorffscher Erbe Hans Endres Fuchs von Bimbach seinen Besitz in Leutershausen und Rauenbuch an den Markgrafen von Ansbach, darunter auch als Rauenbucher Zugehörung einen Untertan in Röttenbach, den der Markgraf mit Rauenbuch unter das Klosterverwalteramt Sulz stellte.
Laut dem 16-Punkte-Bericht das ansbachischen Amtes Leutershausen von 1608 gab es in Röttenbach 12 Mannschaften, nämlich drei des Rates Ansbach, drei der Kirchenpflege zu Leutershausen und je eine des Stiftsamts Ansbach, des Rates zu Feuchtwangen, des Klosteramtes Sulz, der Kirchenpflege zu Aurach, des Kapitels zu Herrieden und der Herren von Crailsheim zu Thann. Im 16-Punkte-Bericht von 1684 heißt es von Röttenbach, dass das Dorf aus 13 Mannschaften besteht, von denen je eine dem Hofkastenamt Ansbach, dem Stiftsamt Ansbach, der Elpersdorfer Pfarrei, dem Eichstätter Amt Wahrberg, dem Kapitel Herrieden, dem Bürgermeister und Rat Feuchtwangen, dem Kloster Sulz und der Herrschaft Crailsheim zu Thann, zwei der Kirchenpflege zu Leutershausen und drei dem Bürgermeister und Rat zu Ansbach gehörten.
In den Vetterschen Oberamtsbeschreibungen von 1732 wurde Röttenbach als ein Weiler von zehn Höfen beschrieben. Grundherren waren Brandenburg-Ansbach (Stadtvogteiamt Leutershausen: 2 Untertanen; Stiftsamt Ansbach: 1; Hofkastenamt Ansbach: 1; Klosterverwalteramt Sulz: 1; Bürgermeister und Rat von Ansbach: 2), das Hochstift Eichstätt (Pflegamt Wahrberg: 1; Stiftskapitel Herrieden: 1) und die Herren von Crailsheim zu Sommersdorf (1 Untertan).
Das Hirtenhaus gehörte der Gemeinde, die Röttenbach zusammen mit Höffen (=Atzenhofen) bildete. Gegen Ende des 18. Jahrhunderts bestand der Ort 11 Anwesen. Grundherren waren Brandenburg-Ansbach (Kastenamt Colmberg: 1 Söldengut; Hofkastenamt Ansbach: 1 Köblergut; Stiftsamt Ansbach: 1 Köblergut; Klosterverwalteramt Sulz: 1 Köblergut; Ansbacher Rat: 2 Halbhöfe; Kirchenpflege Leutershausen verwaltet vom Stadtvogteiamt Leutershausen: 1 Söldengut, 1 Haus), das Hochstift Eichstätt (Stiftskapitel Herrieden: 1 Hof; die Kirchenpflege Aurach verwaltet vom eichstättischen Vogtamt Aurach: 1 Köblergut) und das Crailsheimische Rittergut Thann (1 Söldengut). Das Hirtenhaus war gemeindlich. Von 1797 bis 1808 unterstand der Ort dem Justizamt Leutershausen und Kammeramt Colmberg.

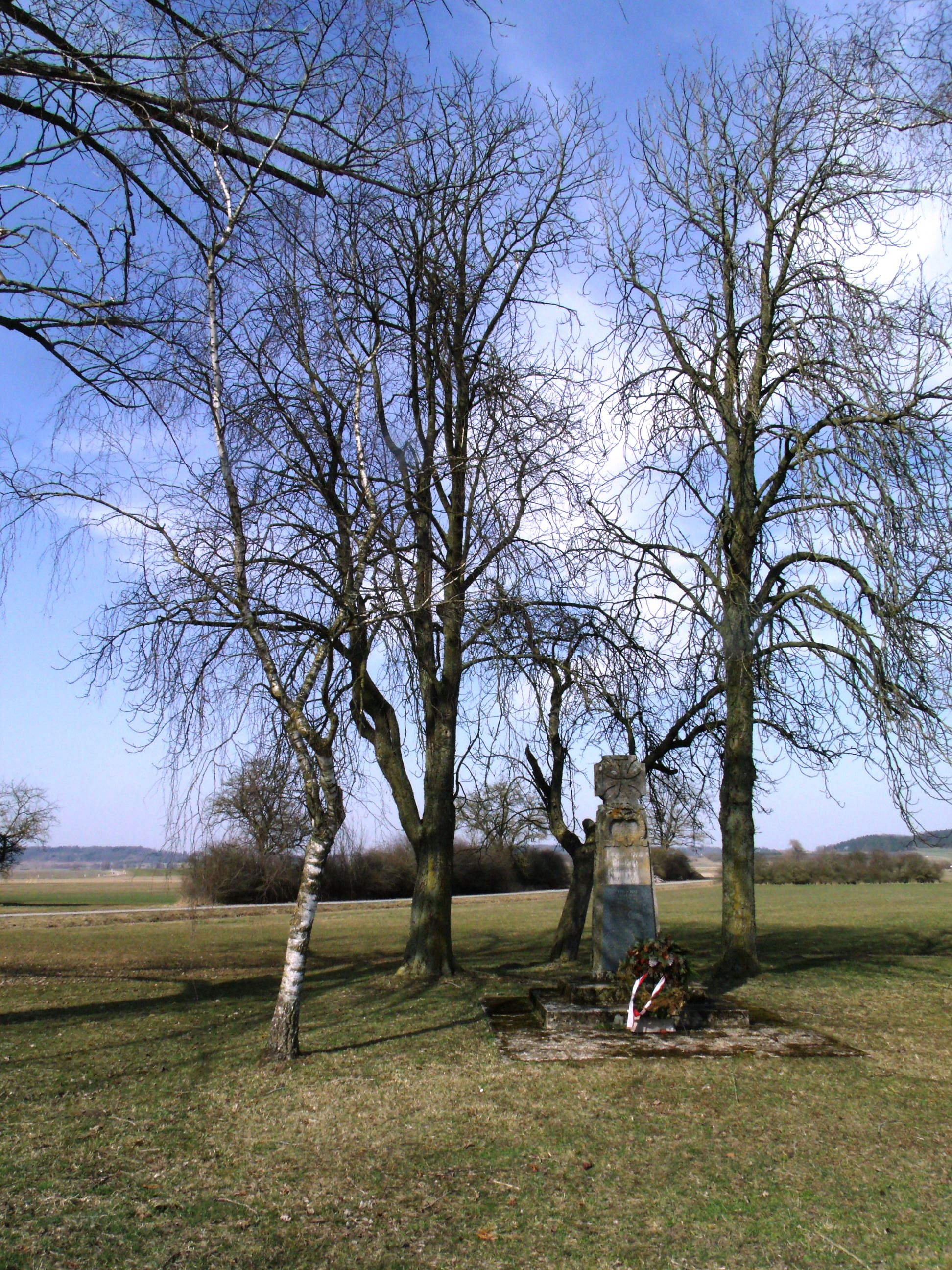
Kriegerdenkmal

Im Rahmen des Gemeindeedikts wurde Röttenbach dem 1808 gebildeten Steuerdistrikt Büchelberg zugeordnet. Es gehörte auch der 1810 gegründeten Ruralgemeinde Büchelberg an. Eine Familie unterstand von 1820 bis 1848 dem Patrimonialgericht I. Klasse Sommersdorf-Thann.
Der Ort gehörte gemäß einer Auflistung von 1830 zu einem „die Brünst“ oder „die Brunst“ genannten, seit dem Mittelalter stellenweise gerodeten umfangreichen Waldgebiet zwischen Leutershausen und Kloster Sulz mit dem Hauptort Brunst. Die Brünst war für ihre gute Rinderviehzucht bekannt; ihre 22 Dörfer galten als reich. 1873 wurden in Röttenbach 87 Stück Rindvieh gehalten. Von 1906 bis 1919 stellte Röttenbach mit Leonhard Niebling den Bürgermeister der Gemeinde Büchelberg.
Am 1. Juli 1972 wurde Röttenbach im Zuge der Gebietsreform in Bayern nach Leutershausen eingemeindet.

## Einwohnerentwicklung
| Jahr      | 001818 | 001840 | 001861 | 001871 | 001885 | 001900 | 001925 | 001950 | 001961 | 001970 | 001987 |
| Einwohner | 65     | 61     | 83     | 60     | 77     | 59     | 59     | 81     | 57     | 58     | 42     |
| Häuser    | 18     | 13     |        |        | 14     | 12     | 12     | 13     | 11     |        | 12     |
| Quelle    | [ 24 ] | [ 25 ] | [ 26 ] | [ 20 ] | [ 27 ] | [ 28 ] | [ 29 ] | [ 30 ] | [ 31 ] | [ 32 ] | [ 1 ]  |

## Religion
Der Ort ist seit der Reformation evangelisch-lutherisch geprägt und bis heute nach St. Peter (Leutershausen) gepfarrt. Die Einwohner römisch-katholischer Konfession sind nach Kreuzerhöhung (Schillingsfürst) gepfarrt.